# Mae Fa Luang (huyện)
Mae Fa Luang (tiếng Thái: แม่ฟ้าหลวง) là một huyện (‘‘amphoe’’) ở phía bắc của tỉnh Chiang Rai, phía bắc Thái Lan.

## Lịch sử
Khu vực Mae Fa Luang đã được tách từ Mae Chan và lập thành tiểu huyện (King Amphoe) ngày 1 tháng 4 năm 1992. Ban đầu đơn vị này gồm ba tambon Thoet Thai, Mae Salong Nai và Mae Salong Nok. Phó huyện thứ tư Mae Fa Luang đã được lập năm 1996. Tiểu huyện đã chính thức được nâng cấp thành huyện ngày 5 tháng 12 năm 1996.

## Địa lý
Các huyện giáp ranh là (từ phía đông theo chiều kim đồng hồ) Mae Sai, Mae Chan, Mueang Chiang Rai của tỉnh Chiang Rai và Mae Ai của tỉnh Chiang Mai. Phía tây bắc là bang Shan của Myanmar.

## Hành chính
Huyện này được chia thành 4 phó huyện (tambon), các đơn vị này lại được chia thành 87 làng (muban). Không có khu vực đô thị (thesaban, và 4 Tổ chức hành chính tambon (TAO).
| Số TT | Tên            | Tên tiếng Thái | Số làng | Dân số |  |
| ----- | -------------- | -------------- | ------- | ------ |  |
| 1.    | Thoet Thai     | เทอดไทย        | 24      | 22.526 |  |
| 2.    | Mae Salong Nai | แม่สลองใน       | 29      | 25.428 |  |
| 3.    | Mae Salong Nok | แม่สลองนอก      | 13      | 15.028 |  |
| 4.    | Mae Fa Luang   | แม่ฟ้าหลวง       | 21      | 13.631 |  |